# Kokoman
Le Kokoman est un genre musical et une danse traditionnelle béninois. Il est connu, se joue et se danse principalement dans les villages de la partie septentrionale du Bénin ,.

## Description
Le Kokoman est encore appelé le bal poussière, parce qu’à travers les pas de danse, on soulève la poussière. 
Il se joue et se danse lors des festivités telles que les cérémonies de mariage traditionnelles,  les baptêmes de nouveau-nés ou pendant les cérémonies d'enterrements de personne âgées,,,.